# Austin 10/4 e 10
La 10/4 e la 10 sono state due modelli di autovettura che sono stati prodotti dall'Austin dal 1932 al 1947 in 290.000 esemplari. Erano sostanzialmente la stessa vettura; la prima fu prodotta dal 1932 al 1936, mentre la seconda dal 1937 al 1947. Durante gli anni di commercializzazione furono oggetto di aggiornamenti costanti. Complessivamente, furono i modelli di vettura più venduti della casa automobilistica britannica negli anni trenta. All'epoca del lancio, nella gamma Austin, la 10/4 era collocata tra la 7, che venne introdotta nel 1922, e la 12 hp, che fu aggiornata nel 1931.

## Storia

### La 10/4 (1932-1936)
Il design del modello fu conservativo; il corpo vettura, ad esempio, era di acciaio stampato ed era montato su un telaio a travi incrociate. Quest'ultimo era stato studiato per dare al modello una minore altezza, che fu ottenuta avvicinando gli assi di 70 mm.
Il motore era a quattro cilindri e valvole laterali, e possedeva una cilindrata di 1.125 cm³. La potenza erogata era di 21 CV. La trazione era posteriore, ed il movimento era trasmesso alle ruote posteriori tramite un cambio manuale a quattro rapporti e grazie ad un albero di trasmissione senza alloggiamento che trasmetteva il moto fino all'assale posteriore rigido.
Le sospensioni erano a balestra semiellittiche sulle quattro ruote, mentre i freni erano azionati via cavo. L'impianto elettrico era da 6 V.
Solamente per il primo anno, della berlina quattro porte vennero commercializzate due versioni. Il modello base, disponibile fin dall'inizio, costava 155 sterline ed era in grado di raggiungere gli 89 km/h con un'economia di 12 km/L. Esso era accompagnato dagli allestimenti Sunshine e De Luxe con tettuccio apribile e tappezzeria in pelle, che erano in vendita a 168 sterline. 
Nel 1933 alla berlina vennero affiancati la torpedo due posti Open Road, la cabriolet Colwyn e la versione furgonata. La versione sportiva Ripley, che era in grado di raggiungere la velocità di 105 km/h grazie ai suoi 30 CV di potenza, si unì all'offerta nel 1934.
Nel 1934 il modello fu oggetto di un aggiornamento meccanico che comprendeva un telaio più robusto, un cambio sincronizzato sulle due marce più alte ed un impianto elettrico da 12 V.
Nello stesso anno la vettura fu oggetto di un restyling, dove la cornice placcata del radiatore venne sostituita con una leggermente inclinata e verniciata in tinta. Inoltre la seconda marcia divenne sincronizzata e gli indicatori luminosi di tipo semaforico divennero di serie. Alla berlina fu dato il nome Lichfield, e venne dotata di un bagagliaio sporgente che poteva accogliere la ruota di scorta. Nel 1936 una nuova versione fu aggiunta alla gamma offerta; possedeva un corpo vettura a sei luci (vale a dire a sei finestrini laterali, cioè tre per parte, di cui uno posizionato dietro alla portiera posteriore), e fu denominata Sherbourne.

### La 10 (1937-1938)

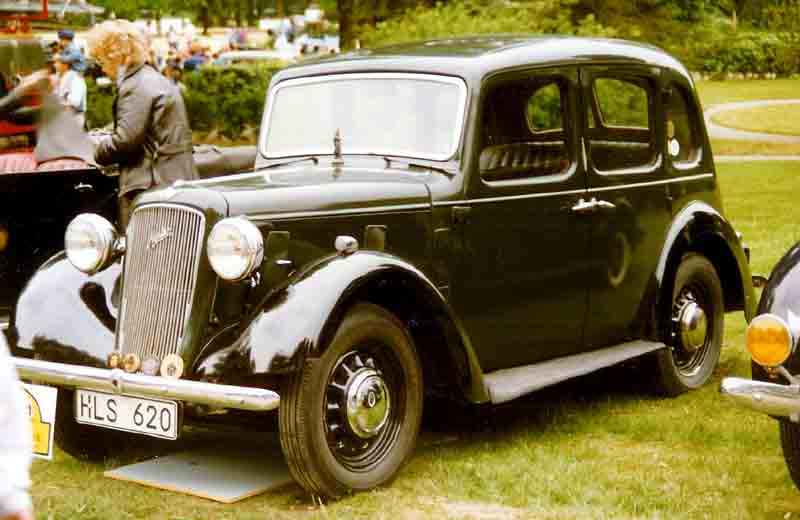
Un’Austin 10 Cambridge 4 porte berlina del 1938

Nel 1937 la vettura cambiò nome. Dalla 10/4 si passò alla 10. Nello stesso anno furono introdotte due nuove versioni, l'aerodinamica Cambridge berlina e la Conway cabriolet. Altri cambiamenti occorsi nell'anno furono i freni Girling a leva, le ruote a disco da 16 pollici che rimpiazzarono le ruote a raggi da 19 pollici, ed il maggior spazio disponibile per i passeggeri, che venne ricavato dallo spostamento in avanti del motore di circa 100 mm. La velocità massima era 97 km/h. Questi cambiamenti non vennero applicati sulle auto con carrozzeria aperta, che però non includevano più la versione sportiva Ripley. Dal 1938 tutte le versioni ebbero in dotazione una testata del motore in alluminio. Quest'ultimo aveva le stesse caratteristiche generali di quello della 10/4.

### La 10 rivista (1939-1947)
Nel 1939 il modello fu completamente rivisto tanto da apparire come una vettura radicalmente differente. Il corpo vettura incorporava ora il pavimento, così da ottenere una struttura semi-unitaria. La vettura fu completamente ristilizzata dal designer di origine argentina Ricardo "Dick" Burzi, che iniziò a collaborare con la Austin dopo aver lasciato la Lancia nel 1929. Il cofano era incernierato posteriormente, e sostituì quello che si apriva lateralmente, che era caratteristico degli esemplari precedenti. Inoltre, la griglia del radiatore divenne tondeggiante e non vennero commercializzate versioni cabriolet. Nonostante lo scoppio della seconda guerra mondiale, la produzione dell'Austin 10 continuò con un grande numero di esemplari fabbricati, che furono destinati alle operazioni militari. Non venne più prodotta neppure la versione torpedo, anche se venne aggiunta alla gamma offerta una versione pick-up. Durante il conflitto vennero prodotti 53.000 esemplari di berline, pick-up e furgoni. Queste ultime due versioni erano chiamate non ufficialmente Tillies.
Con il termine della guerra, nel 1945, la produzione dell'Austin venne riconvertita ad uso civile. A causa della crisi economica susseguente al periodo bellico, quasi tutta la produzione venne esportata. Ad esempio, il primo esemplare giunse negli Stati Uniti nel luglio dello stesso anno. Nel settembre del 1945 la prima vettura prodotta per scopi civili dopo la seconda guerra mondiale arrivò in Svizzera.
Il modello venne prodotto fino all'ottobre 1947, quando fu rimpiazzato dalla A40. Dopo la guerra, oltre alla berlina, venne commercializzata anche la versione furgonata, che però possedeva un motore da 1.237 cm³ di cilindrata.

## Tipi di carrozzerie prodotte
- Berlina quattro porte: 1932-1935;
- Berlina Lichfield: 1934-1937;
- Berlina Sherbourne: 1936-1937;
- Berlina Cambridge: 1937-1947;
- Torpedo due posti: 1933-1939;
- Torpedo quattro posti: 1933-1939;
- Ripley (sportiva): 1934-1936;
- Cabriolet Colwyn: 1933-1937;
- Cabriolet Conway: 1937-1939;
- Furgone: 1933-1947.

## L'uso nell'ambito militare
- : British Army, Royal Navy, RAF